# Meczet w Mangalii
Meczet w Mangalii (rom. Moscheea „Esmahan Sultan” din Mangalia) – świątynia muzułmańska położona w południowo-wschodniej Rumunii, w mieście Mangalia. Jest to najstarszy meczet w Rumunii, który do dzisiaj jest w użytku.
W 2008 roku odbyły się prace konserwatorskie, mające na celu renowację meczetu. Znajdujący się w złym stanie dach budowli został zastąpiony nowym, renowacji uległy także tynki oraz przechylony minaret, który został doprowadzony do stanu pierwotnego. Cena renowacji wyniosła ponad milion euro.